# Харк
Харк (арм. Հարք) —  девятый гавар области Туруберан Великой Армении, в верхнем течении реки восточный Евфрат (Арацани).

## История
До IV века Харк принадлежал нахарарам Манавазянам. В первой половине IV века Хосров Котак уничтожил княжеские дома Манавазянов и Ордуни, а их владения передал церкви, в числе которых был и Харк.

## Внешние ссылки
- К ГЛАВЕ 44